# Cléden-Poher
Cléden-Poher é uma comuna francesa na região administrativa da Bretanha, no departamento Finisterra. Estende-se por uma área de 29,74 km². Em 2010 a comuna tinha 1 169 habitantes (densidade: 39,3 hab./km²).